# 소성왕
소성왕(昭聖王, ? ~ 800년 음력 6월)은 신라의 제39대 국왕(재위 : 799년 음력 1월 ~ 800년 음력 6월)이다. 성은 김(金)이고, 이름은 준옹(俊邕)이다. 소성왕(昭成王)이라고도 한다. 원성왕의 손자이며, 원성왕의 장남인 혜충태자(惠忠太子) 인겸(仁謙)과 성목태후(聖穆太后) 김씨의 아들이다. 왕비는 숙명(叔明)의 딸로 계화부인(桂花夫人)이다.

## 생애

### 탄생과 태자 책봉
원성왕의 장남인 태자 김인겸(혜충태자)의 아들이다.
김준옹은 원성왕 5년(789년), 당(唐)에 사신으로 파견되면서 대아찬(大阿飡) 관등을 받았고, 이듬해 파진찬(波珍飡)으로 관등이 오르고 재상이 되었다.
아버지 혜충태자가 동왕 7년(791년) 1월 죽자, 할아버지 원성왕은 그를 대궐로 데려와 길렀는데, 태자로는 원성왕 자신의 둘째 아들(즉 김준옹의 작은아버지)인 의영(義英)을 책봉하였고, 김준옹 자신은 즉위와는 거리를 둔 채 관료로서 승진하여 같은 해 10월 시중(侍中)에 임명되었다. 그러나 이듬해(792년) 병을 이유로 시중을 사직하였고, 그 해에 병부령(兵部令)이 되었다.
한편 혜충태자가 사망한 뒤에 태자로 책봉되었던 의영이 동왕 10년(794년)에 죽자 동왕 11년(795년) 1월, 할아버지 원성왕에 의해 태자로 책봉되었다.

### 즉위와 사망
799년 1월, 할아버지 원성왕의 뒤를 이어 즉위하였다.
소성왕 원년(799년), 청주(菁州)의 거로현(居老縣)을 국학(國學)의 학생들을 위한 녹읍(祿邑)으로 정하였다. 5월에 아버지를 대왕으로 추존한 데에 이어 8월에는 어머니 김씨를 성목태후(聖穆太后)로 추존하였다.
소성왕 2년(800년) 봄 정월, 계화부인을 왕비로 책봉하였다. 6월, 왕자 청명(淸明)을 태자로 책봉하고 얼마 지나지 않아 사망하였다.
《삼국사기》에는 소성왕이 사망하던 해 여름 4월에 폭풍이 불었다고 한다. 폭풍의 규모는 나무가 부러지고 기와가 날아갈 정도의 큰 것이었으며, 대궐 서란전(瑞蘭殿)에 쳐두었던 주렴이 날아가고 임해문(臨海門)과 인화문(仁化門) 두 문이 무너지기도 하였다.
《삼국사기》에는 소성왕이 원성왕이 사망한 이듬해인 당 정원 15년(799년) 1월 즉위하여 재위 2년째인 당 정원 16년(800년) 6월에 사망하였다고 하였는데, 《삼국유사》 왕력에는 소성왕이 기묘년(799년)에 즉위하여 그해에 죽었다고 하고 있어 1년의 차이가 난다. 이에 대해서는 본서에 800년의 일들이 소성왕의 행적으로 기록되어 있는 점에서 《삼국유사》의 오류로 보는 것이 일반적이다.

### 소성왕 때의 서조
소성왕 때에는 상서로운, 또는 불길한 징조로 여겨지는 기이한 짐승들의 출현 기사가 실려 있다.
- 소성왕 원년 3월 - 냉정현(冷井縣)의 현령이 흰 사슴을 바쳤다.
- 소성왕 원년 5월 - 우두주(牛頭州)에서 소처럼 생겼지만 몸이 길고 크며 털이 크고 코가 긴, 꼬리 길이가 석 자 되는 짐승이 현성천(峴城川)에서 오식양(烏食壤) 방향으로 향하는 것이 목격되었다고 보고하였다.
- 소성왕 원년 8월 - 한산주(漢山州)에서 흰 까마귀를 바쳤다.

### 외교
소성왕 원년 가을 7월에 길이가 아홉 자나 되는 인삼(人蔘)을 얻고 이를 몹시 기이해하여 당에 사신을 보내 이를 바쳤지만, 덕종은 그 비정상적인 크기에 놀라서 인삼이 아니라고 생각하며 받지 않았다고 한다.
소성왕은 원성왕 4년(789년) 왕손이던 시절에 당에 사신으로 다녀온 적이 있었다. 신라에서 원성왕이 사망하고 소성왕이 즉위하였다는 소식이 당에 전해졌을 때, 덕종(德宗)은 사봉낭중(司封郞中) 위단(韋丹)을 보내 절(節)을 가지고 원성왕의 사망을 조문하게 하였으며, 뒤를 이은 소성왕에게도 개부의동삼사 검교태위 신라왕(開府儀同三司檢校大尉新羅王)의 작호를 주었으나, 위단이 신라에 오기도 전에 소성왕은 즉위 2년만에 사망했고, 운주(鄆州)에서 이 소식을 들은 위단은 신라로 가지 않고 그대로 수도 장안으로 돌아갔다.
이때 소성왕에 대한 당 덕종의 책봉 문서는 신라에 전해지지 않고 그대로 당의 중서성(中書省)에 보관되어 있다가, 당 덕종이 사망하고 3년이 지난 애장왕 9년(808년)에 이르러 당 덕종의 부고에 대한 조문 및 애장왕의 책봉에 대한 사례를 위해 당에 파견되었던 신라의 사신 김력기(金力奇)의 요청으로 당의 홍려시(鴻臚寺)를 통해 중서성에서 김력기에게 전달, 신라에 전해지게 되었다.
한편 일본에서는 소성왕 원년에 해당하는 엔랴쿠 18년(799년) 4월에 정6위상 오토모노 미네마로(大伴峰麻呂)를 견신라사(遣新羅使)로 임명하였으나 신라로 건너가기도 전에 견신라사 파견 계획이 중지되었다.

## 묘소

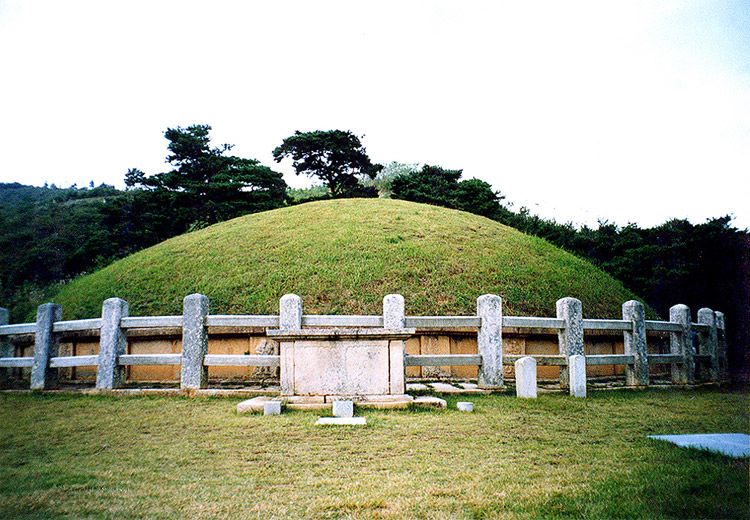
경주 경덕왕릉. 이근직은 이 무덤을 소성왕의 능이라 비정하였다.

소성왕의 장지(葬地)는 《삼국사기》에 기록되어 있지 않다. 경주대학교 이근직 교수는 신라 무덤 묘제의 변천 과정에 비추어 경주 내남면에 소재한 경덕왕릉이 실제 소성왕의 능이고, 실제 경덕왕릉은 김유신장군묘로 알려진 무덤이며, 태종무열왕릉 맞은편에 위치하여 김인문묘로 비정되어 있는 '각간묘'야말로 진정한 김유신의 무덤이라고 비정하였다.

## 가족 관계
- 할아버지 : 원성왕(元聖王)
- 할머니 : 숙정부인(淑貞夫人) 김씨
  - 아버지 : 혜충태자(惠忠太子) - 추존 혜충대왕(惠忠大王)
  - 어머니 : 성목태후(聖穆太后, 추존) 김씨
    - 왕비 : 계화부인(桂花夫人) 김씨 - 대아찬 김숙명(金叔明)의 딸
      - 장남 : 애장왕(哀莊王) - 제40대 신라 국왕
      - 차남 : 체명(體明)
      - 장녀 : 장화부인(章和夫人) - 흥덕왕의 왕비, 추존 정목왕후(定穆王后)

《구당서》 및 《신당서》에는 김력기가 당 헌종 원화(元和) 3년(808년)에 사신으로 와서 소성왕의 책봉 문서를 수령하기를 요청하면서 "몇 해 전에 고주(故主) 준옹으로 왕을 삼고, 그 어머니 신씨(申氏)로 태비(太妃)를 삼고, 그 아내 숙씨(叔氏)로 비(妃)를 삼아" 운운하는 부분이 있는데, 해당 문서의 수령자인 소성왕을 기준으로 소성왕의 어머니나 아내는 모두 김씨이고 소성왕과는 항렬상 촌수가 가까운 친족이다. 해당 기록에서 소성왕의 어머니로 언급된 신씨는 실제로는 김신술(金神述)의 딸이고 소성왕의 어머니가 아니라 할머니인 숙정부인이며, 아내로 언급된 숙씨는 실제 소성왕의 왕비였던 계화부인인데, 이에 대해 이병도는 역주 《삼국사기》에서 아버지 이름의 첫 글자를 성으로 알아서 일어난 착오이며, 동성혼(同姓婚)을 부정적으로 보는 유교의 영향에 따라 신라의 근친혼 사실을 숨기고자 각각 그 아버지의 이름 글자 하나씩을 따서 그것이 성인 것처럼 당에 알린 것으로 설명하였다.

## 문학
조선 말기인 1863년에 서유영(徐有英)이 지은 장편 한문소설 《육미당기》(六美堂記)의 주인공 김소선(金簫仙)은 소성왕의 태자로 설정되어 있다. 

## 같이 보기
- 발해
  - 강왕 (794년 - 809년)

### 내용주
1. ↑  언제 태어났는지는 알 수 없으나, 둘째 동생인 흥덕왕이 777년생이고, 아들인 애장왕이 788년생임을 미루어 볼 때, 770년대 전후로 태어났음을 추정할 수 있다.
2. ↑  일본의 학자 스에마쓰 야스카즈(末松保和)는 소성왕의 사망을 고하러 당에 들어갔던 신라 사신에 의해 소성왕의 사망이 당에 알려진 시점이 《자치통감》(資治通鑑) 권235 당기51 정원(貞元) 16년(800년) 6월조에 언급된 바와 같은 서기 800년 6월이고, 《삼국사기》가 《자치통감》의 해당 기록을 그대로 전재하면서 소성왕의 사망이 799년이 아닌 800년으로 기록된 것이라고 하였다.[1] 다만 《자치통감》은 선대 원성왕의 죽음에 대해서도 (《구당서》나 《신당서》와 달리) 정원 14년(798년) 이 아니라 16년(800년)에 사망한 것으로 기록하는 등 신라왕의 사망 시점과 관련해 오류를 보인다.